# Люк Ґаздич
Люк Ґаздич (англ. Luke Gazdic; нар. 25 липня 1989, Торонто) — канадський хокеїст, що грав на позиції крайнього нападника.

## Ігрова кар'єра
Хокейну кар'єру розпочав 2004 року.
2007 року був обраний на драфті НХЛ під 172-м загальним номером командою «Даллас Старс».
29 вересня 2013 року «Едмонтон Ойлерс» вимагав відмовитись «Даллас Старс» від Люка.
1 жовтня 2013 року, Ґаздич дебютував у складі «нафтовиків», відзначившись голом у ворота «Вінніпег Джетс», які захищав Ондржей Павелець.
5 липня 2016 року, на правах вільного агента люк перейшов до клубу «Нью-Джерсі Девілс».
2 липня 2017 року, Ґаздич повернувся до Канади, де уклав річну угоду з «Калгарі Флеймс», провівши сезон за фарм-клуб «Стоктон Гіт».
Влітку 2018 року, як вільний агент Ґаздич перейшов до клубу АХЛ «Сан-Дієго Галлс». Відігравши два сезони за американську команду, Люк у червні 2021 року оголосив про завершення кар'єри.
Загалом провів 147 матчів у НХЛ.

## Статистика
| Сезон        | Клуб                      | Ліга         | Регулярний сезон | Регулярний сезон | Регулярний сезон | Регулярний сезон | Регулярний сезон | Плей-оф | Плей-оф | Плей-оф | Плей-оф | Плей-оф |
| Сезон        | Клуб                      | Ліга         | І                | Г                | П                | О                | ШХ               | І       | Г       | П       | О       | ШХ      |
| ------------ | ------------------------- | ------------ | ---------------- | ---------------- | ---------------- | ---------------- | ---------------- | ------- | ------- | ------- | ------- | ------- |
| 2004–05      | «Норт-Йорк Рейнджерс» Ю16 | Торонто      | 38               | 13               | 16               | 29               | 24               | —       | —       | —       | —       | —       |
| 2004–05      | «Норт-Йорк Рейнджерс»     | ОЮХЛ         | 1                | 0                | 0                | 0                | 0                | —       | —       | —       | —       | —       |
| 2005–06      | «Вексфорд Рейдерс»        | ОЮХЛ         | 47               | 17               | 16               | 33               | 105              | 10      | 0       | 5       | 5       | 14      |
| 2006–07      | «Ері Оттерс»              | ОХЛ          | 58               | 5                | 8                | 13               | 136              | —       | —       | —       | —       | —       |
| 2007–08      | «Ері Оттерс»              | ОХЛ          | 67               | 17               | 12               | 29               | 144              | —       | —       | —       | —       | —       |
| 2008–09      | «Ері Оттерс»              | ОХЛ          | 63               | 20               | 10               | 30               | 127              | 5       | 0       | 0       | 0       | 9       |
| 2008–09      | «Айдахо Стілхедс»         | ХЛСУ         | 2                | 1                | 0                | 1                | 14               | 2       | 0       | 0       | 0       | 0       |
| 2009–10      | «Техас Старс»             | АХЛ          | 49               | 3                | 1                | 4                | 155              | —       | —       | —       | —       | —       |
| 2009–10      | «Айдахо Стілхедс»         | ХЛСУ         | 4                | 1                | 1                | 2                | 10               | —       | —       | —       | —       | —       |
| 2010–11      | «Техас Старс»             | АХЛ          | 72               | 9                | 8                | 17               | 110              | 5       | 0       | 0       | 0       | 2       |
| 2011–12      | «Техас Старс»             | АХЛ          | 76               | 11               | 12               | 23               | 102              | —       | —       | —       | —       | —       |
| 2012–13      | «Техас Старс»             | АХЛ          | 59               | 4                | 7                | 11               | 80               | 8       | 0       | 0       | 0       | 19      |
| 2013–14      | «Едмонтон Ойлерс»         | НХЛ          | 67               | 2                | 2                | 4                | 127              | —       | —       | —       | —       | —       |
| 2014–15      | «Едмонтон Ойлерс»         | НХЛ          | 40               | 2                | 1                | 3                | 43               | —       | —       | —       | —       | —       |
| 2014–15      | «Оклахома-Сіті Беронс»    | АХЛ          | 5                | 2                | 0                | 2                | 7                | —       | —       | —       | —       | —       |
| 2015–16      | «Едмонтон Ойлерс»         | НХЛ          | 29               | 1                | 0                | 1                | 24               | —       | —       | —       | —       | —       |
| 2015–16      | «Бейкерсфілд Кондорс»     | АХЛ          | 11               | 1                | 2                | 3                | 6                | —       | —       | —       | —       | —       |
| 2016–17      | «Олбані Девілс»           | АХЛ          | 37               | 1                | 6                | 7                | 63               | —       | —       | —       | —       | —       |
| 2016–17      | «Нью-Джерсі Девілс»       | НХЛ          | 11               | 0                | 0                | 0                | 12               | —       | —       | —       | —       | —       |
| 2017–18      | «Стоктон Гіт»             | АХЛ          | 61               | 1                | 1                | 2                | 59               | —       | —       | —       | —       | —       |
| 2018–19      | «Сан-Дієго Галлс»         | АХЛ          | 20               | 3                | 4                | 7                | 39               | 1       | 0       | 0       | 0       | 2       |
| 2019–20      | «Сан-Дієго Галлс»         | АХЛ          | 7                | 0                | 0                | 0                | 2                | —       | —       | —       | —       | —       |
| Усього в АХЛ | Усього в АХЛ              | Усього в АХЛ | 397              | 35               | 41               | 76               | 623              | 14      | 0       | 0       | 0       | 23      |
| Усього в НХЛ | Усього в НХЛ              | Усього в НХЛ | 147              | 5                | 3                | 8                | 206              | —       | —       | —       | —       | —       |